# Musée régional de Thiès
Le Musée régional de Thiès, inauguré le 9 février 1995, se situe dans le fort de Thiès, au centre-ville de Thiès au Sénégal. L'enceinte et les bâtiments sont dans leur état d'origine.

## Collections
Le musée est consacré tant à la préhistoire et à l’histoire de la région, qu’aux activités culturelles et matérielles de celle-ci.
Une salle porte en particulier sur le chemin de fer de Dakar au Niger et la grève de 1947 romancée par Ousmane Sembène dans Les petits bouts de bois de Dieu ,,,,.
Le musée présente notamment des outils, des uniformes, des machines d’émission des tickets, un « téléphone omnibus », un bâton-pilote (système de pointage du passage des trains), des pétards de détresse en cas d’obstacles sur la voie.

Le musée en 2019.
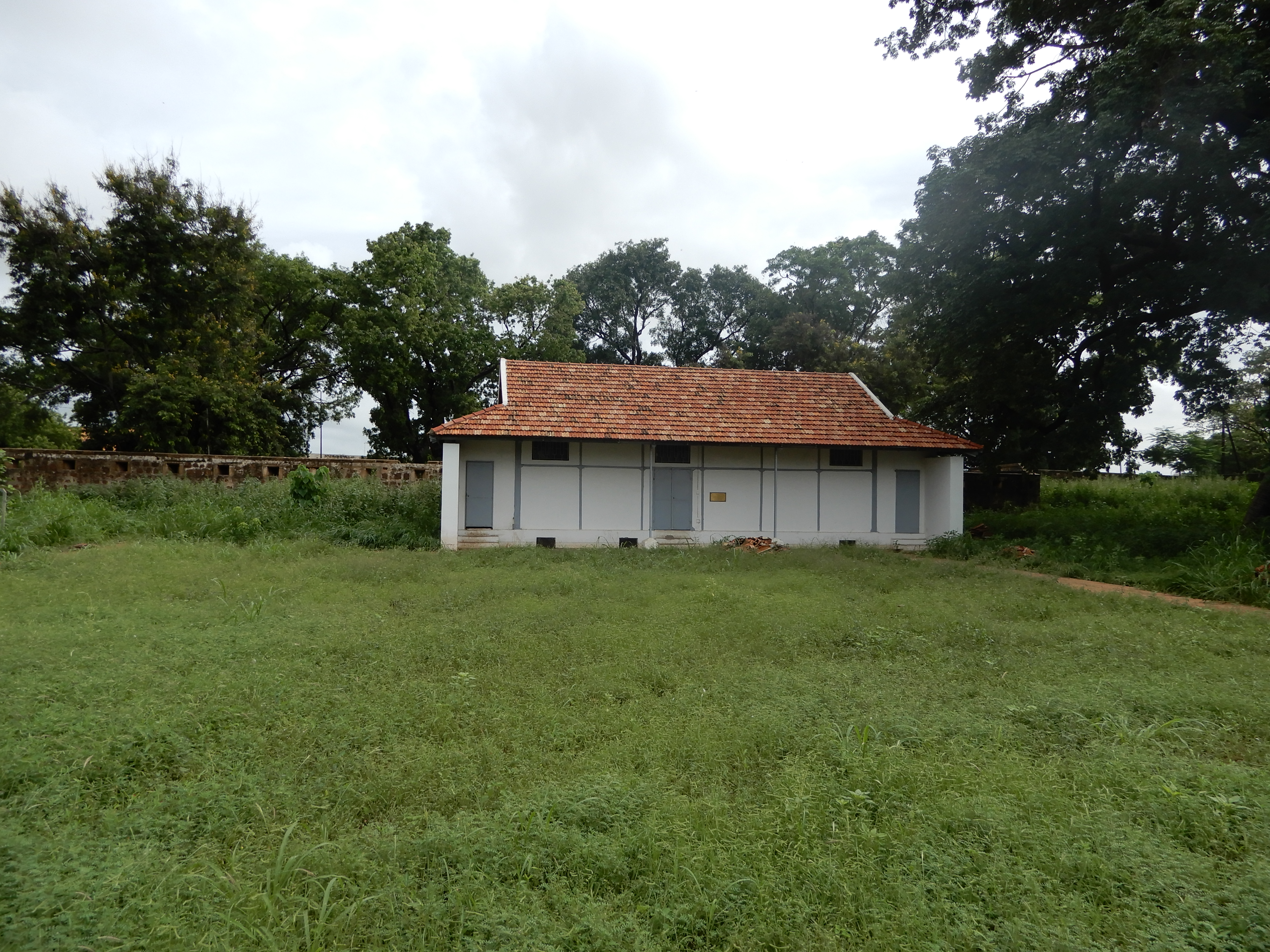
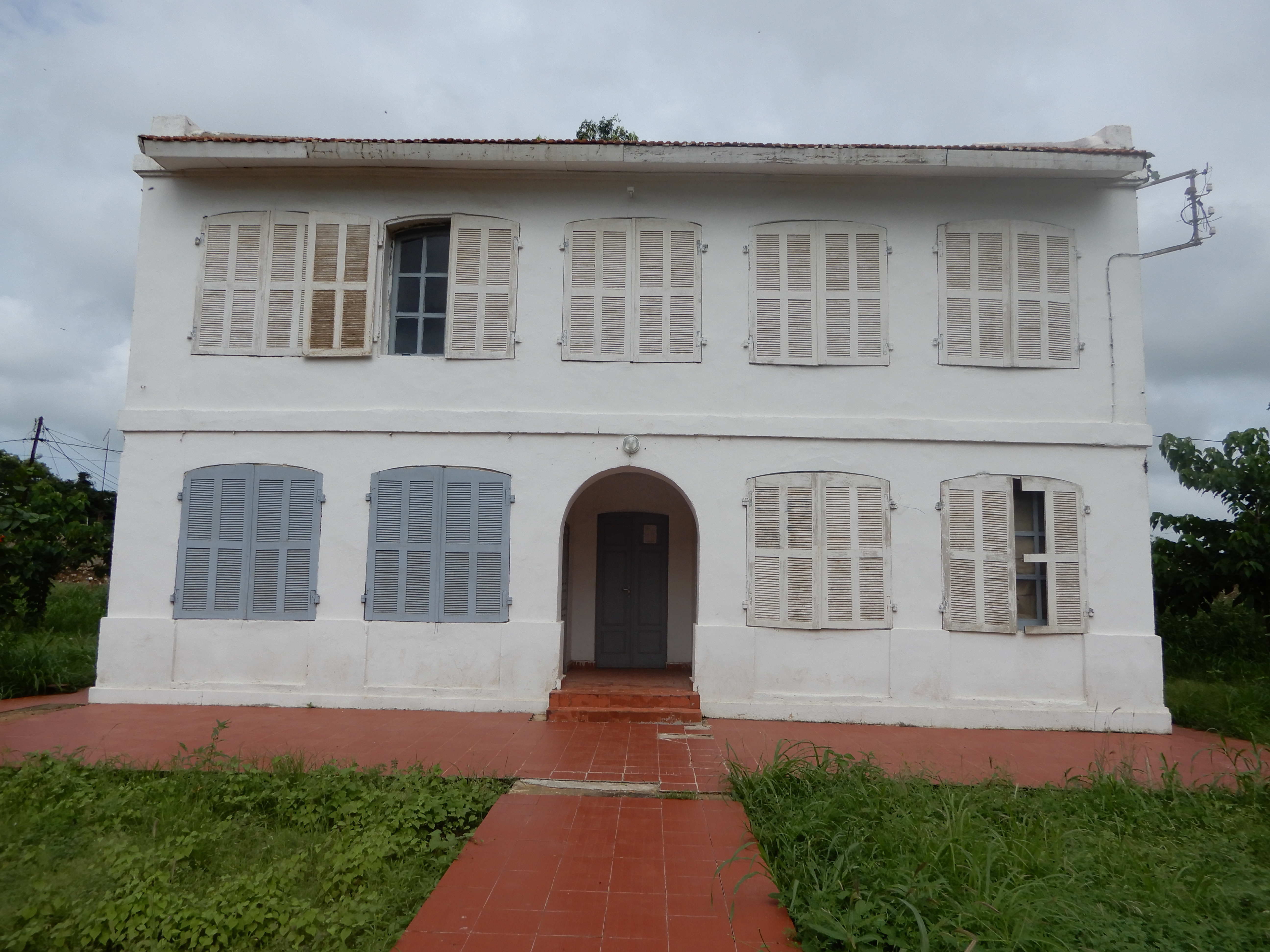
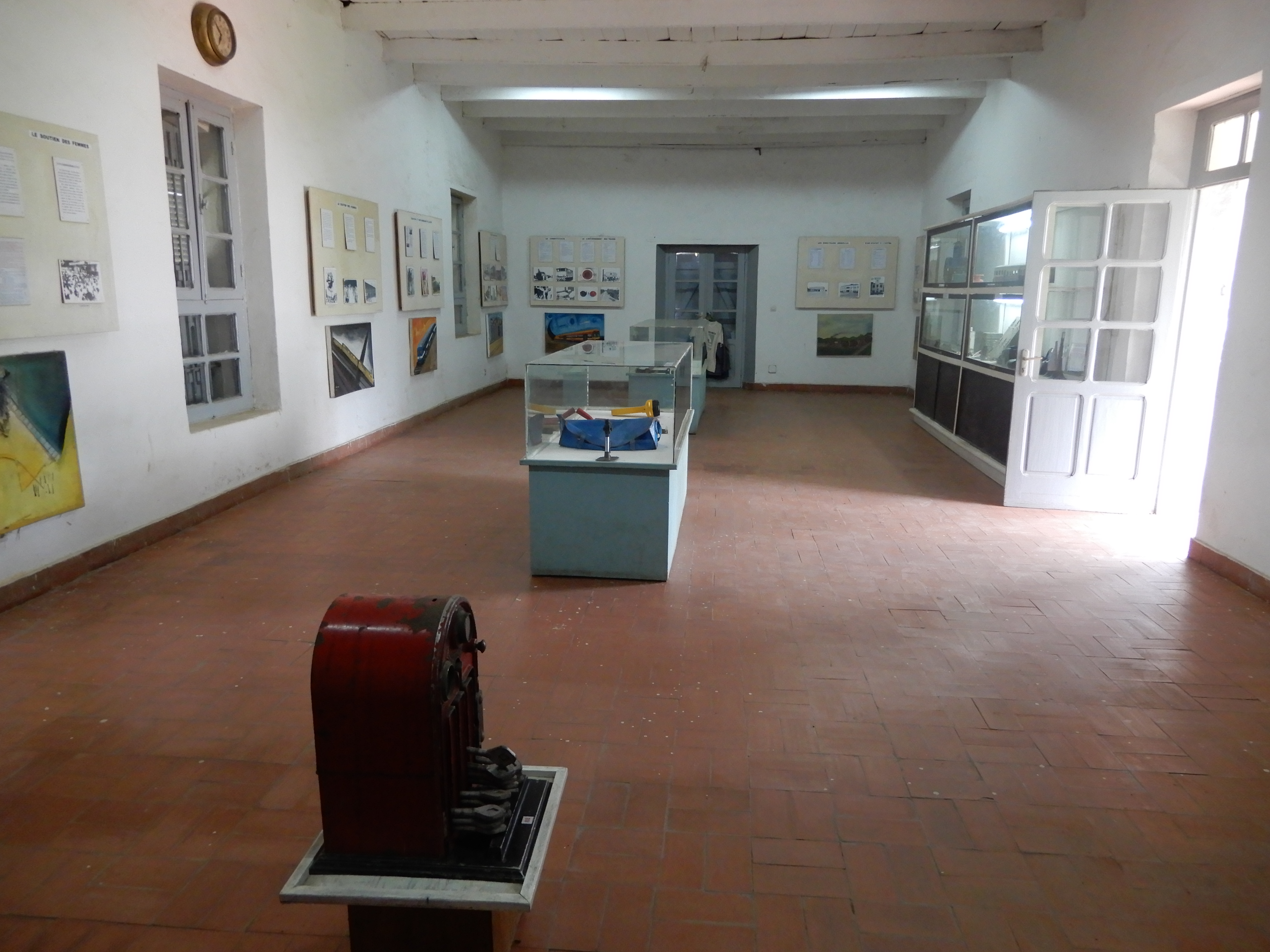